# Astrid S
Astrid Smeplass (Rennebu, 29 oktober 1996), beter bekend onder haar artiestennaam Astrid S, is een Noors zangeres. Ze werd bekend door haar haar deelname aan de Noorse versie van Pop Idol, waar ze de vijfde plaats behaalde. In 2020 bracht ze haar debuutalbum Leave It Beautiful via Universal uit.

## Biografie

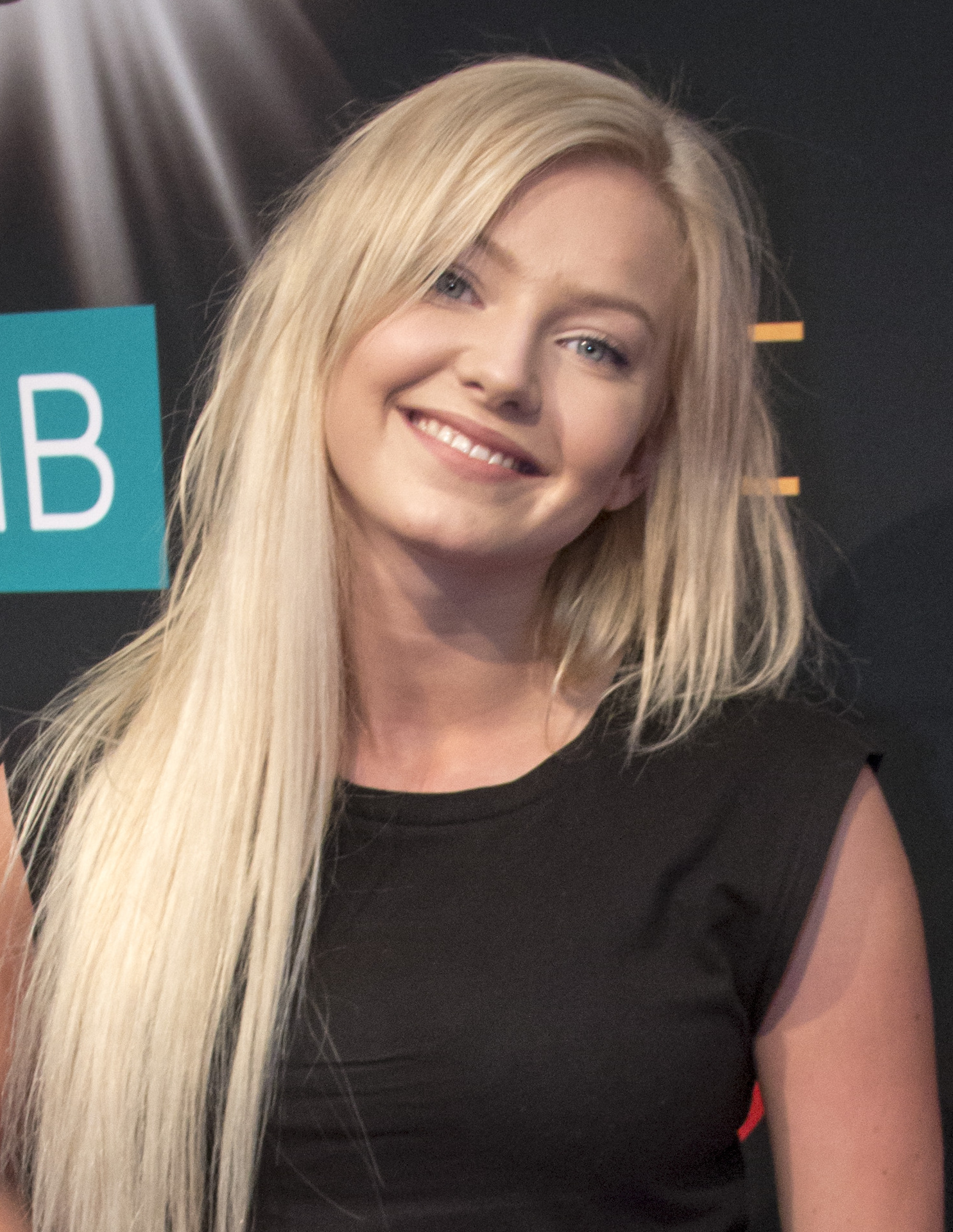
Smeplass in 2014

Smeplass groeide op in het Noorse dorp Berkåk. Aldaar speelde ze piano thuis en de fluit in en schoolband. Daarnaast leerde ze gitaar spelen en begon ze met het schrijven van liedjes. Haar inspiratiebron was de Amerikaanse zanger John Mayer. Op dertienjarige leeftijd leerde Smeplass om Engels te spreken.
Smeplass bracht op zestienjarige leeftijd haar eerste single Shattered uit, geschreven door de Amerikaanse singer-songwriter Melanie Fontana. Deze volgde na haar deelname aan de Noorse Pop Idol. Kort na haar eerste single volgde een platencontract bij Sony Music Publishing. Vanaf dat moment bracht ze muziek uit onder de artiestennaam Astrid S. De eerste single die ze onder deze naam uitbracht was 2AM, dat werd uitgebracht onder Universal Music Group in 2014. Ook bracht ze een cover van de single FourFiveSeconds van Rihanna, Kanye West en Paul McCarney uit. Astrid S bracht in 2016 de single Hurts So Good uit dat verscheen op de naar zichzelf vernoemde debuut ep Astrid S. Ze trad ook op in het voorprogramma van de Australische singer-songwriter Troye Sivan in zijn Europese tour. Na haar eerste volgde in het volgende jaar ook haar tweede ep getiteld Party's Over. In 2017 was Astrid S eveneens te horen als achtergrondzangeres op de single Hey Hey Hey van de Amerikaanse zangeres Katy Perry.
Haar cover van Vi er perfekt, men verden er ikke det van Cezinando was te horen in de Noorse televisieserie Skam. Ook trad ze op met het nummer op een prijzenceremonie in de P3 Gull dat jaar. Op 30 juni 2017 bracht Astrid S haar tweede ep Party's Over uit, met daarop de singles "Breathe" en "Such a Boy". Twee weken later werd een akoestische versie van de ep uitgebracht, met als extra nummer Mexico. De single Think Before I Talk behaalde de veertiende plaats in de Zweede hitlijsten. Daarnaast verkreeg het een platina status. In Denemarken behaalde de single de negende plaats en kreeg het een gouden status. In februari 2018 werd Astrid S benoemd tot artiest van het jaar door Spellemannsprisen. Ze was de eerste vrouwelijke zangeres sinds 2003 die de prijs won. Na het uitbrengen van haar volgende single Emotion, stond Astrid S in het voorprogramma van Years & Years in hun Engelse tour in 2018 en in het voorprogramma van Zara Larsson op haar Amerikaanse tour in 2019. In april 2019 werd Astrid S het gezicht van de Fendi's F for Fendi campagne.

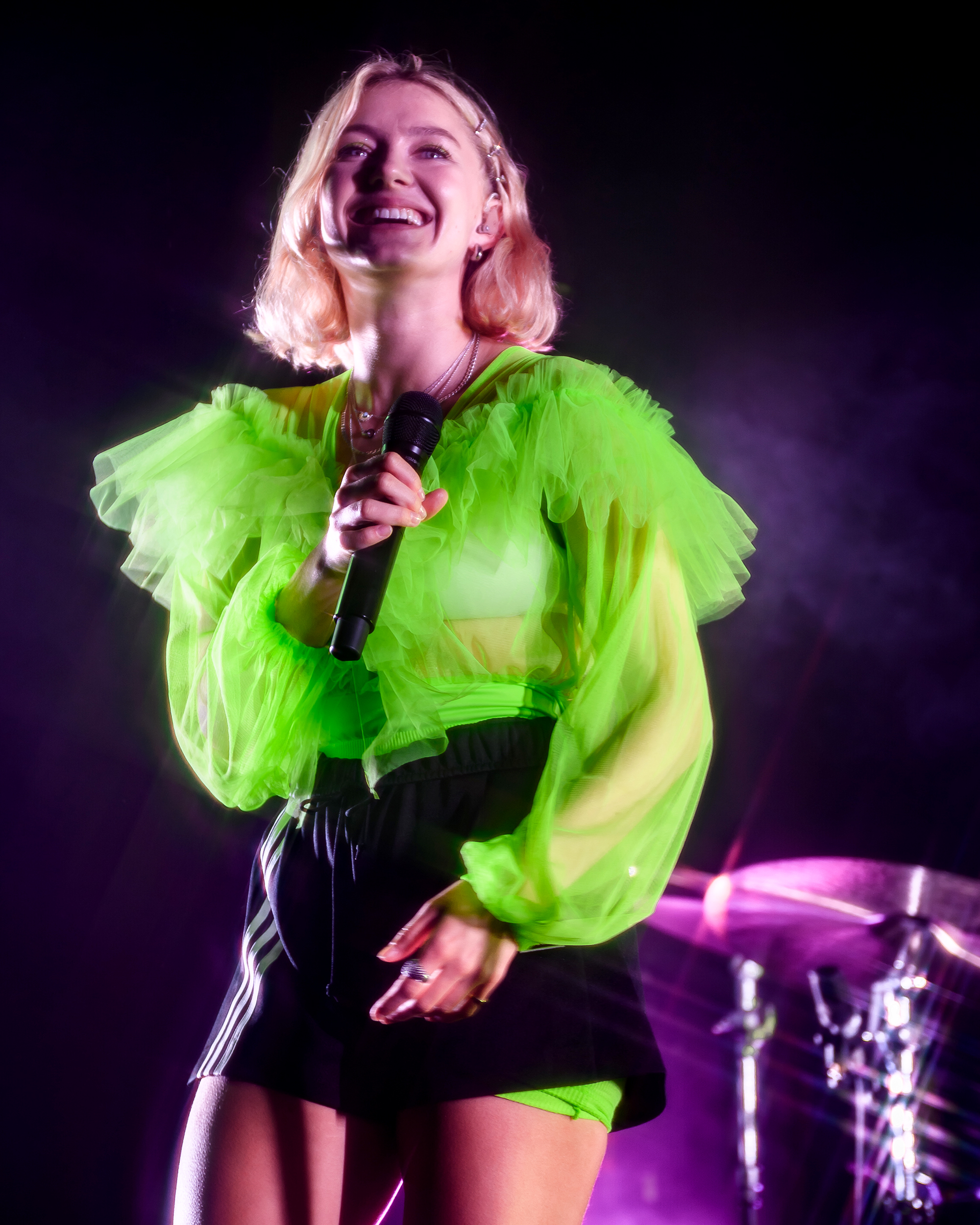
Smeplass treedt op in Santa Ana in 2019

Astrid S bracht in augustus haar vierde ep Trust Issues uit. De ep bevatte de eerder uitgebrachte singles "Someone New", "Emotion" en "The First One", samen met twee niet eerder uitgebrachte singles: "Doing To Me" and "Trust Issues". De single I Do was een samenwerking met countryzanger Brett Young. Het nummer haalde de derde plaats in de Noorse hitlijsten. In september van hetzelfde jaar maakte Astrid S bekend dat haar debuut studioalbum 'Leave It Beautiful uit zou komen op 16 oktober 2020. Deze werd voorafgegaan door de single "Dance Dance Dance", net als de tweede en derde single, respectievelijk "Marilyn Monroe" en "It's Ok If You Forget Me".
In 2021 werden er gelijkenissen ontdekt tussen de single How You King? van French Montana en de single Jump van Astrid S. Astrid S kreeg een benoeming tot medeschrijfster van het nummer en een compensatie voor het kopiëren van haar muziek. Hetzelfde jaar had Astrid S een rol als Askepott (Assepoester) in de film Re nøtter til Askepott (Drie wensen voor Assepoester) in een Noorse remake van de Tsjechoslowaakse en Duitse film Tři oříšky pro Popelku. Ook schreef ze de titelsong "Når Snøen Smelter", haar eerste originele Noorse single.
Op 2 juli 2025 zong Smeplass het Noorse volkslied Ja, vi elsker dette landet tijdens de EK 2025 wedstrijd tussen Noorwegen en Zwitserland.

## Discografie

### Albums
| Jaar | Titel              |
| ---- | ------------------ |
| 2020 | Leave It Beautiful |
| 2024 | Joyride            |

### EP's
| Jaar | Titel                        |
| ---- | ---------------------------- |
| 2016 | Astrid S                     |
| 2017 | Party's Over                 |
| 2017 | Party's Over (akoestisch)    |
| 2019 | Trust Issues                 |
| 2019 | Down Low                     |
| 2023 | Felt Cute Might Delete Later |
| 2024 | Hot Fever Dream              |

### Singles
| Jaar | Titel                                 |
| ---- | ------------------------------------- |
| 2013 | Shattered                             |
| 2014 | 2AM                                   |
| 2015 | Hyde                                  |
| 2015 | Running Out (met Matoma)              |
| 2016 | Hurts So Good                         |
| 2017 | Breathe                               |
| 2017 | Bloodstream                           |
| 2017 | Party's Over                          |
| 2017 | Such a Boy                            |
| 2017 | Think Before I Talk                   |
| 2017 | Boys (met Lars Vaular)                |
| 2018 | Emotion                               |
| 2018 | Closer                                |
| 2019 | Someone New                           |
| 2019 | Only When It Rains (met Frank Walker) |
| 2019 | The First One                         |
| 2019 | Favorite Part of Me                   |
| 2020 | I Do (met Brett Young)                |
| 2020 | I Don't Know Why (met NOTD)           |
| 2020 | Dance Dance Dance                     |
| 2020 | Marilyn Monroe                        |
| 2020 | It's OK If You Forget Me              |
| 2020 | Am I the Only One (met R3HAB en HRVY) |
| 2020 | Relations (met Felix Sandman)         |
| 2021 | Når snøen smelter                     |
| 2021 | Pretty (met Dagny)                    |
| 2022 | Come First                            |
| 2023 | Side Effects                          |
| 2023 | Fuck Off                              |
| 2023 | Expiration Date                       |
| 2023 | Darkest Hour                          |
| 2023 | That Guy                              |
| 2024 | Two Hands                             |
| 2024 | First to Go                           |
| 2024 | Oh Emma                               |
| 2024 | Hot Fever Dream                       |

### Samenwerkingen
| Jaar | Titel                         | Met                 |
| ---- | ----------------------------- | ------------------- |
| 2015 | Waiting for Love (akoestisch) | Avicii en Prinston  |
| 2016 | Dust                          | CLMD                |
| 2017 | All Night                     | The Vamps en Matoma |
| 2017 | Just For One Night            | Blonde              |
| 2022 | Breathe                       | Röyksopp            |
| 2022 | Let's Get it Right            | Röyksopp            |
| 2022 | Just Wanted to Know           | Röyksopp            |

- Bibsys: 1633429917661
- Gemeinsame Normdatei: 127340341X
- International Standard Name Identifier: 0000 0005 1208 1714
- Library of Congress Control Number: n2017029013
- MusicBrainz: be389638-e74f-46a9-83d2-91ee3ce1fb0c
- Istituto Centrale per il Catalogo Unico: DDSV371895
- Virtual International Authority File: 1843149619364504010009
- WorldCat: E39PBJf4f86dTVPCPbvTJM7mBP